# Instituto Electoral de Quintana Roo
El Instituto Electoral de Quintana Roo (IEQROO) es un órganismo público autónomo, con personalidad jurídica y patrimonio propios, con plena autonomía técnica, de gestión, independencia funcional y financiera, capacidad para decidir sobre el ejercicio de su presupuesto y determinar su organización interna, con el carácter de permanente y profesional en su desempeño. 
Se rige por los principios de certeza, legalidad, independencia, imparcialidad, objetividad, máxima publicidad, probidad, paridad y sus actividades se realizan con perspectiva de género. 
Responsable de la función estatal de la preparación, organización, desarrollo y vigilancia de los procesos para las elecciones de la persona titular del Poder Ejecutivo Estatal, Diputaciones Locales, las personas titulares de las Magistraturas y de los Juzgados del Poder Judicial y Ayuntamientos, así como la instrumentación de las formas de participación ciudadana que señale la Ley. 
El Instituto adopta para el ejercicio de sus atribuciones el modelo de Justicia Abierta, que contempla, cuando menos, la transparencia, la perspectiva de género y de derechos humanos, la rendición de cuentas, la participación ciudadana y la implementación de tecnologías de información. 
De igual forma, el Instituto Electoral de Quintana Roo, podrá coadyuvar en la organización de las elecciones para elegir a la integración de las Alcaldías, Delegaciones y Subdelegaciones Municipales, en los términos que señale la Ley de los Municipios, así también, el Instituto deberá regular y vigilar los debates públicos que se celebren durante los procesos electorales y que no sean organizados por éste, de conformidad con lo dispuesto en la Ley. 
La integración de sus siete Consejerías son designadas por el Instituto Nacional Electoral en los términos que dispone la Constitución Política de los Estados Unidos Mexicanos y la Ley General de Instituciones y Procedimientos Electorales. 

## Antecedentes
El 17 de julio de 2002 se publicó en el Periódico Oficial del Gobierno del Estado de Quintana Roo, el Decreto número 07 por el que se reforman o adicionan los artículos 6º, 9º, 49, 52, 53, 54, 56, 64, 68, 75, 77, 80, 97, 98, 104, 149, 151, 156, 163, y 170; y se derogan los artículos 103, 109 y 111, todos de la Constitución Política del Estado Libre y Soberano de Quintana Roo; reforma constitucional aprobada por la Honorable X Legislatura del Estado de Quintana Roo, misma que entró en vigor el 18 de julio de 2002, mediante la cual se crea el Instituto Electoral de Quintana Roo y se extingue el Consejo Estatal Electoral.

## Conformación
Para el adecuado desempeño de sus atribuciones, el Instituto Electoral de Quintana Roo contará con un cuerpo de personas servidoras públicas en sus órganos ejecutivos y técnicos integrados a un Servicio Profesional Electoral Nacional, en los términos previstos por la Constitución Federal, la Ley General de Instituciones y Procedimientos Electorales, sus disposiciones reglamentarias y demás normativa aplicable.
El Instituto Electoral de Quintana Roo, para el cumplimiento de sus funciones se integrará por:
I. Un Consejo General;
II. Una Junta General;
III. Una Secretaría Ejecutiva;
IV. Un Órgano Interno de Control;
V. La Dirección de Organización;
VI. La Dirección de Cultura Política;
VII. La Dirección Jurídica;
VIII. La Dirección de Partidos Políticos;
IX. La Dirección de Administración;
X. La Unidad Técnica de Comunicación Social;
XI. La Unidad de Informática y Estadística, y
XII. La Unidad de Transparencia y Archivo Electoral.
Durante los procesos electorales, el Instituto Estatal se integrará, además, con los Consejos Distritales, Consejos Municipales, Juntas Distritales Ejecutivas, Juntas Municipales Ejecutivas y Mesas Directivas de Casilla. En su conformación deberá garantizarse el principio de paridad de género y no discriminación.
El Consejo General será su órgano máximo de dirección y responsable de vigilar el cumplimiento de las disposiciones constitucionales y legales en materia electoral, así como de velar por que las actividades del Instituto se guíen por los principios rectores de la función estatal electoral de certeza, legalidad, independencia, imparcialidad, máxima publicidad y objetividad; se integrará con siete Consejerías Electorales con voz y voto, una de las cuales fungirá como Presidencia y concurrirán, con voz pero sin voto, un representante de cada partido político y una Secretaría Ejecutiva.
Los Consejeros Electorales tendrán un período de desempeño de siete años y no podrán ser reelectos.
En la integración de sus consejerías deberá garantizarse el principio de paridad de género.
Los partidos políticos deberán garantizar la paridad género en sus representaciones.
Las consejerías electorales no podrán abstenerse de votar, salvo cuando deban excusarse por alguna de las causas previstas en esta Ley.
En las sesiones que se celebren para tratar asuntos relacionados con la elección de personas juzgadoras, el Consejo General únicamente se integrará por su presidencia, las consejerías electorales y la Secretaría Ejecutiva.
Las sesiones de todos los órganos colegiados de dirección del Instituto Electoral de Quintana Roo, serán públicas y garantizarán la transparencia, la máxima publicidad y el derecho de acceso a la información, en los términos que señale la Ley.
El Consejo General integrará las comisiones permanentes siguientes:
I. Partidos Políticos;
II. Organización, Informática y Estadística;
III. Comunicación Social;
IV. Jurídica;
V. Administración;
VI. Cultura Política;
VII. Quejas y Denuncias, y
VIII. Transparencia, Información y Estudios Electorales.
IX. De Igualdad y No Discriminación.
Funcionarán permanentemente y se integrarán con tres Consejeras o Consejeros Electorales; podrán participar en ellas, con voz pero sin voto, las personas representantes de los partidos políticos.
La comisión de quejas y denuncias se integrará únicamente por tres consejeras o consejeros electorales.
La Junta General es un órgano ejecutivo, técnico y de naturaleza colegiada, estará integrada por la Consejera Presidenta o Consejero Presidente quien la coordinará y presidirá, por la persona titular de la Secretaría Ejecutiva, así como por las personas titulares de las direcciones de Organización, de Cultura Política, Jurídico, de Partidos Políticos y de Administración, así como las personas titulares de las Unidades Técnicas de Comunicación Social, de Informática y Estadística, así como de Transparencia y Archivo Electoral del Instituto Estatal.

## Atribuciones
Corresponde al Instituto Electoral de Quintana Roo:
I. Aplicar las disposiciones generales, reglas, lineamientos, criterios y formatos que, en ejercicio de las facultades que le confiere la Constitución Federal y la Ley General;
II. Garantizar los derechos y el acceso a las prerrogativas de los partidos políticos, personas candidatas y las agrupaciones políticas locales;
III. Garantizar la ministración oportuna del financiamiento público a que tienen derecho los partidos políticos nacionales y locales y, en su caso, a las candidaturas independientes, en la entidad;
IV. Desarrollar y ejecutar los programas de educación cívica, de paridad de género y el respeto de los derechos humanos de las mujeres en el ámbito político y electoral;
V. Orientar a la ciudadanía en la entidad para el ejercicio de sus derechos y cumplimiento de sus obligaciones políticos y electorales;
VI. Llevar a cabo las actividades para la preparación de la jornada electoral;
VII. Imprimir los documentos y producir los materiales electorales, en términos de los lineamientos que al efecto emita el Instituto Nacional Electoral;
VIII. Efectuar el escrutinio y cómputo total de las elecciones que se lleven a cabo en la entidad, con base en los resultados consignados en las actas de cómputos distritales y municipales;
IX. Expedir las constancias de mayoría y declarar la validez de la elección a las candidaturas que hubiesen obtenido la mayoría de votos, así como la constancia de asignación a las fórmulas de representación proporcional de la legislatura local y de los Ayuntamientos, conforme al cómputo y declaración de validez que efectúe el propio organismo;
X. Efectuar el cómputo de la elección al cargo a Gobernadora o Gobernador del Estado;
XI. Implementar y operar el Programa de Resultados Electorales Preliminares de las elecciones que se lleven a cabo en la entidad, de conformidad con las reglas, lineamientos, criterios y formatos que para el efecto emita el Instituto Nacional Electoral;
XII. Verificar el cumplimiento de los criterios generales que emita el Instituto Nacional en materia de encuestas o sondeos de opinión sobre preferencias electorales que deberán adoptar las personas físicas o morales que pretendan llevar a cabo este tipo de estudios en el Estado;
XIII. Desarrollar las actividades para garantizar el derecho de la ciudadanía a realizar labores de observación electoral en la entidad, de acuerdo con los lineamientos y criterios que emita el Instituto Nacional;
XIV. Ordenar la realización de conteos rápidos basados en las actas de escrutinio y cómputo de casilla a fin de conocer las tendencias de los resultados el día de la jornada electoral, de conformidad con los lineamientos emitidos por el Instituto Nacional;
XV. Organizar, desarrollar, y realizar el cómputo de votos y declarar los resultados de los mecanismos de participación ciudadana que se prevean en la Constitución Estatal y en la ley de la materia;
XVI. Supervisar las actividades que realicen los órganos distritales locales y municipales en la entidad, durante el proceso electoral;
XVII. Ejercer la función de oficialía electoral respecto de actos o hechos exclusivamente de naturaleza electoral;
XVIII. Informar a la Unidad Técnica de Vinculación con los Organismos Públicos Locales del Instituto Nacional Electoral, sobre el ejercicio de las funciones que le hubiera delegado conforme a lo previsto por la Ley General y demás disposiciones que emita el Consejo General del Instituto Nacional;
XX. Las demás que determine la Ley General, y aquellas no reservadas al Instituto Nacional, y que se establezcan en esta Ley.

## Principios rectores
Las actividades del Instituto, se regirán por los principios de:
- Certeza
- Legalidad
- Independencia
- Imparciabilidad
- Objetividad
- Máxima Publicidad
- Probidad
- Paridad
- Perspectiva de Género
- Justicia Abierta

## Legislación
Se rige bajo las leyes siguientes:
- Constitución Política de los Estados Unidos Mexicanos
- Constitución Política del Estado Libre y Soberano de Quintana Roo
- Ley General de Instituciones y Procedimientos Electorales
- Ley de Instituciones y Procedimientos Electorales para el Estado de Quintana Roo
- Ley de Participación Ciudadana del Estado de Quintana Roo